# Walnut Creek (Kalifornia)
Walnut Creek város az USA Kalifornia államában, Contra Costa megyében.

## Fekvése
San Franciscotól keletre fekvő település.

## Története

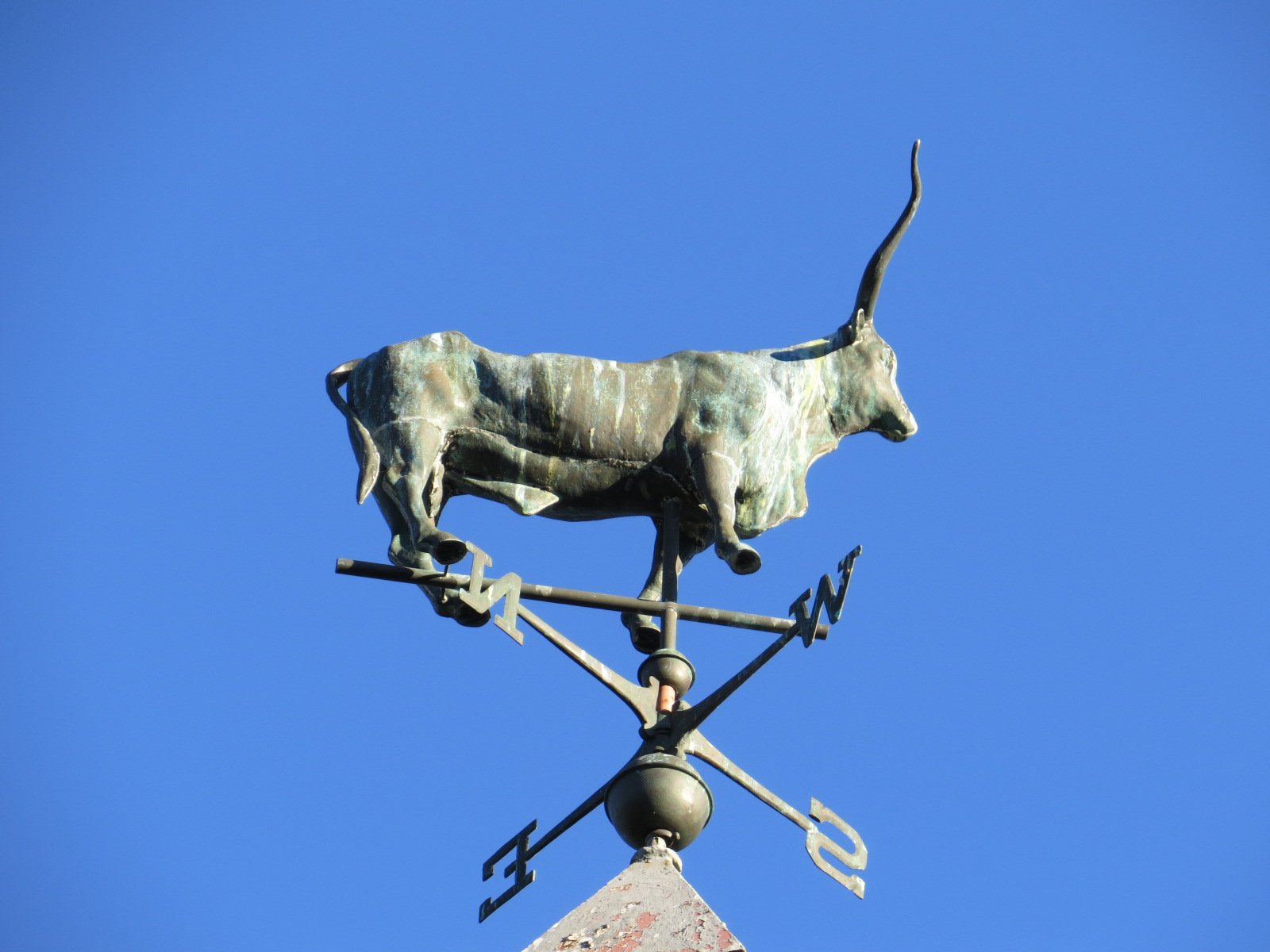

A térség első lakói a bennszülött Saklana, Volvona és Taktana indián törzsek voltak.
A terület első telepese William Slusher volt, aki házat épített itt a folyóparton, majd később szálloda is épült itt, az úgynevezett "Walnut Creek House". 1855-ben pedig a kovácsműhelyben áruház épült, és egy évvel később kiépült a település főutcája is, 1862 decemberében pedig létrejött a posta is.
A 2000 évi népszámláláskor 64296 lakosa volt 30301 házban és 16544 család élt ekkor a városban.
2010-ben 64 173 lakosa volt, területe 51 négyzetkilométer.

## Galéria

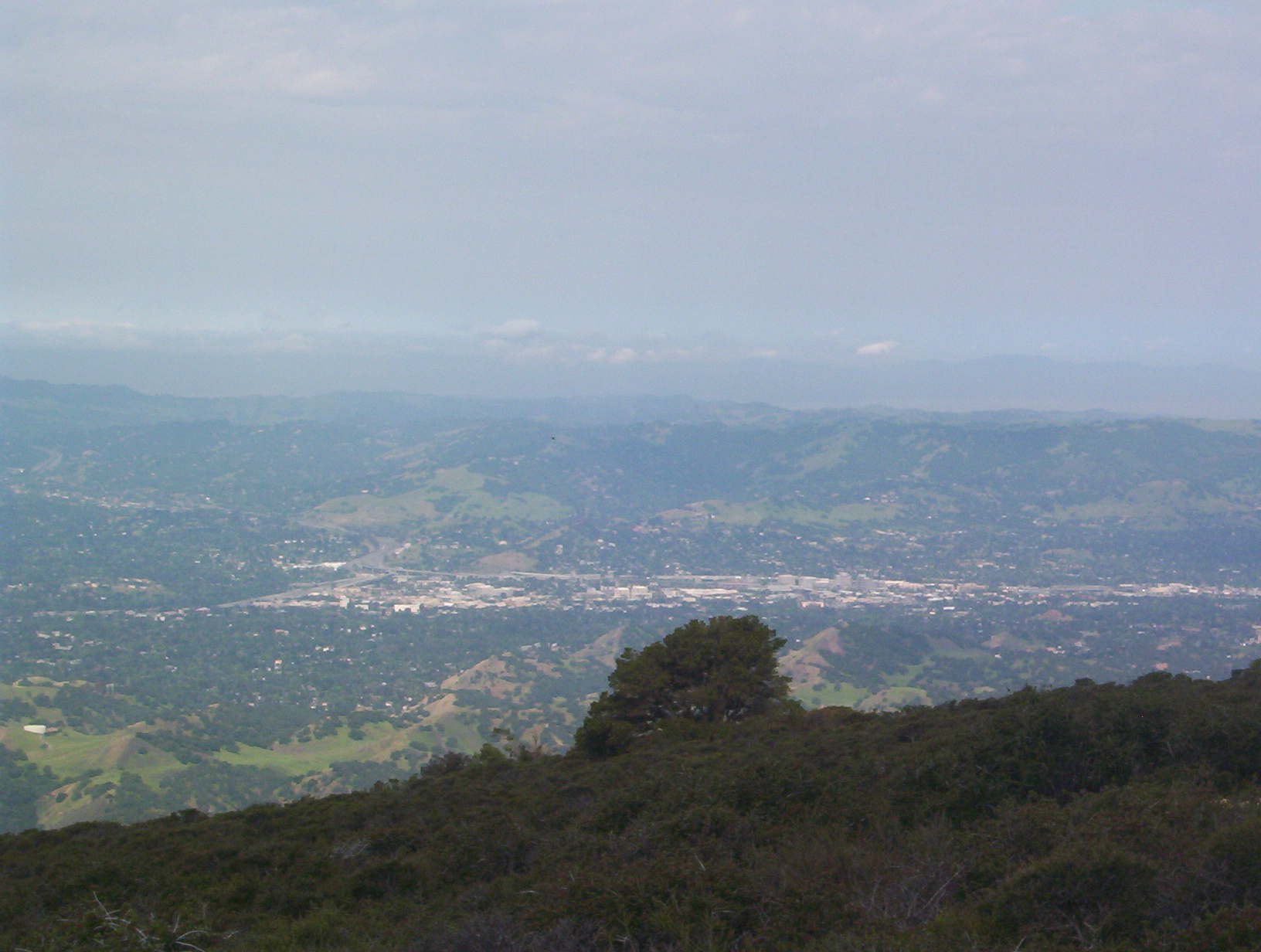
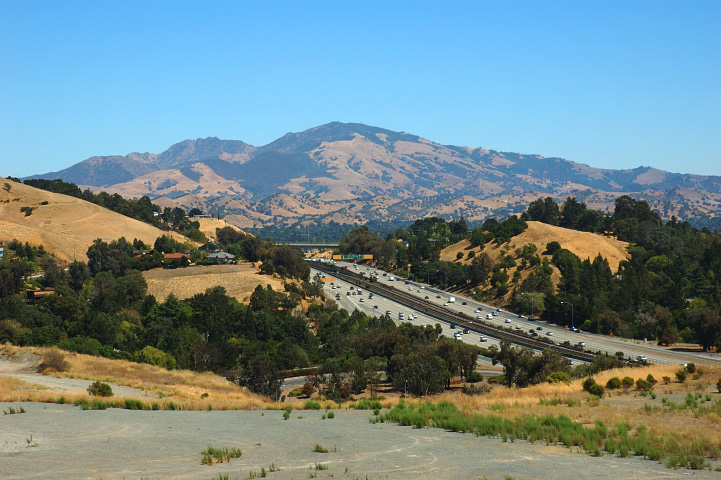
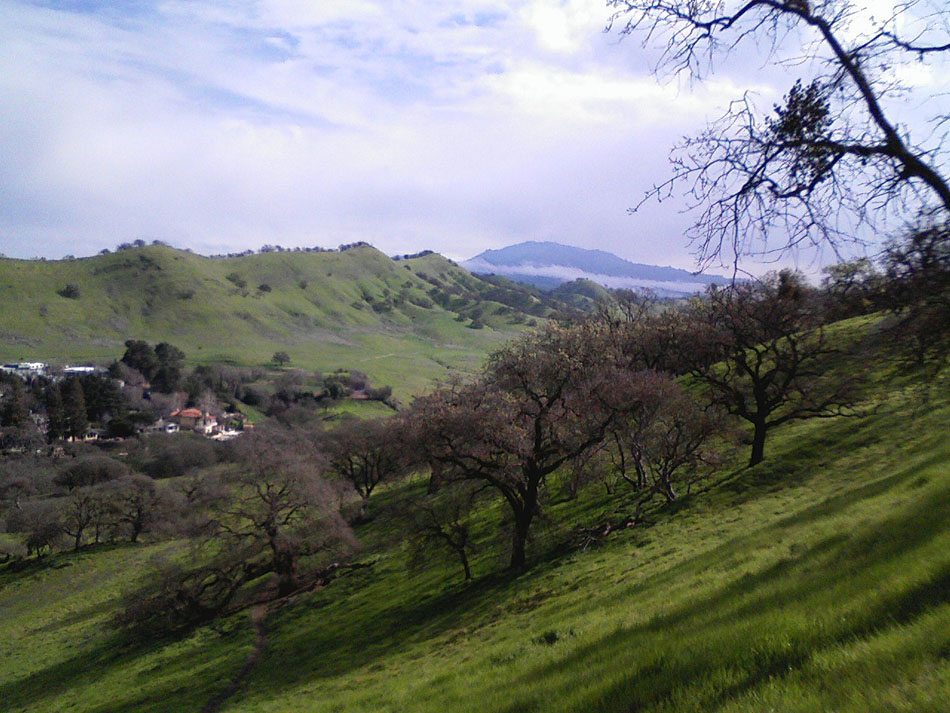
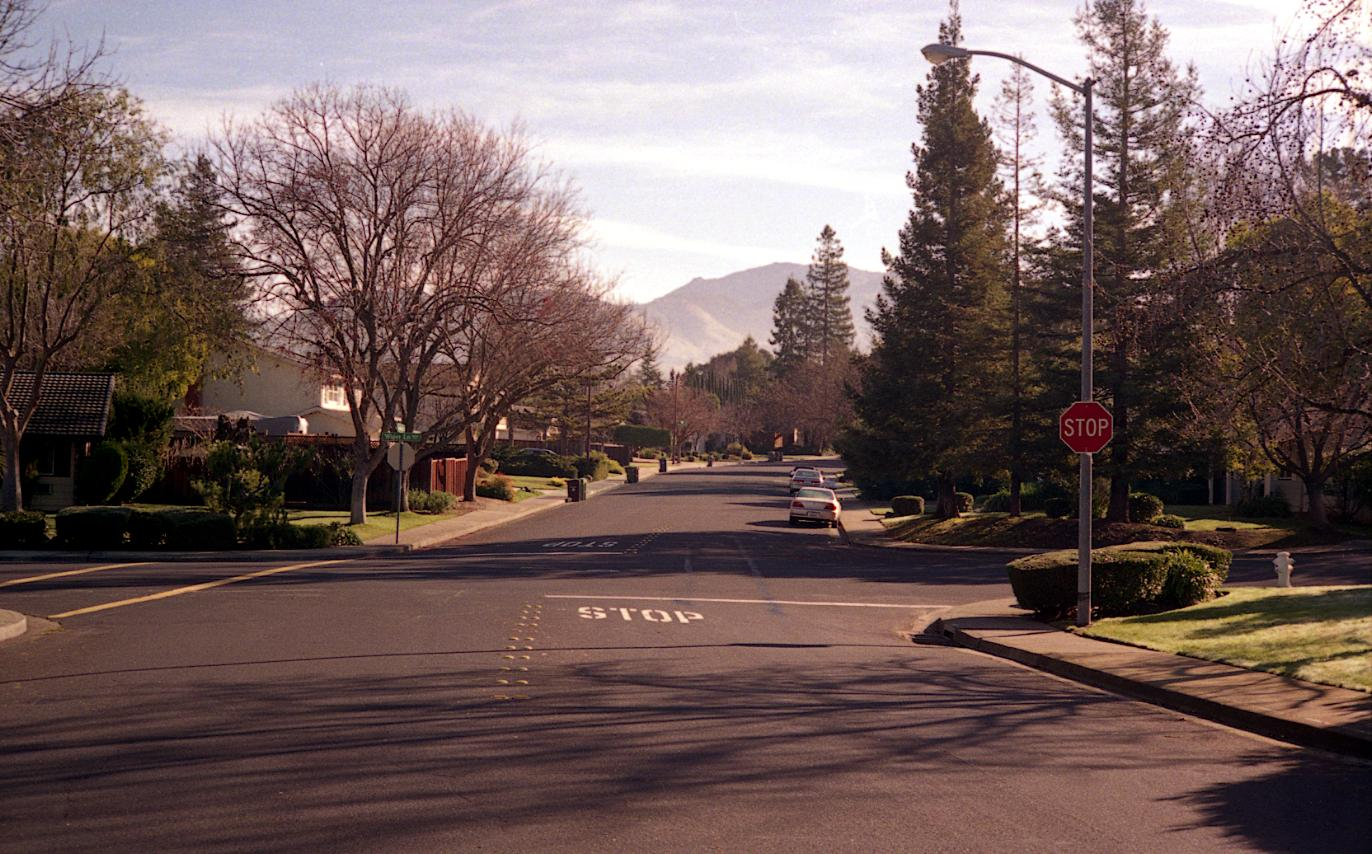
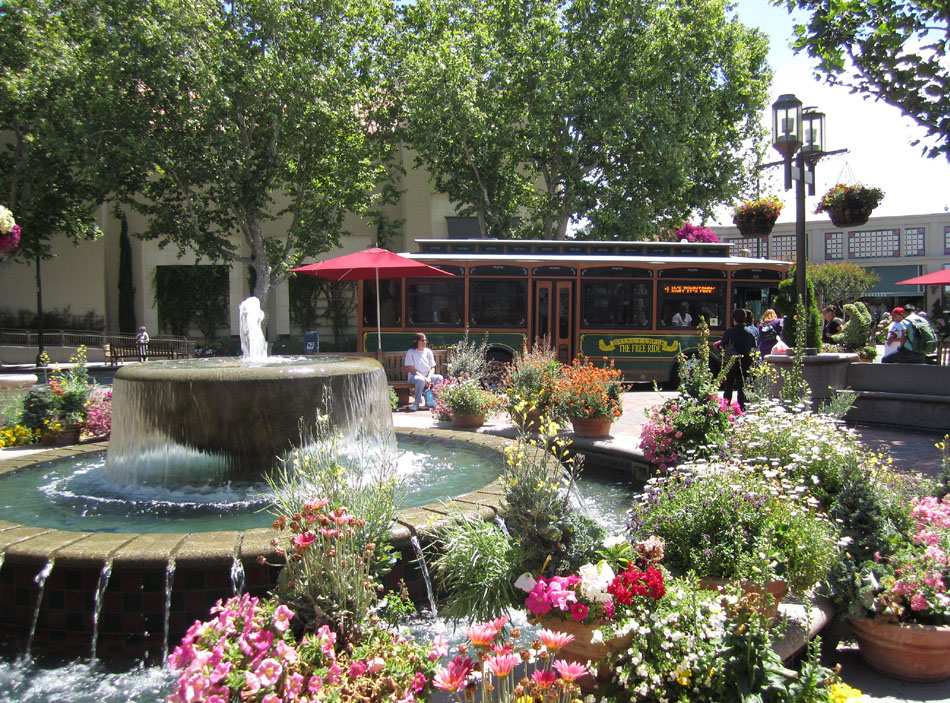
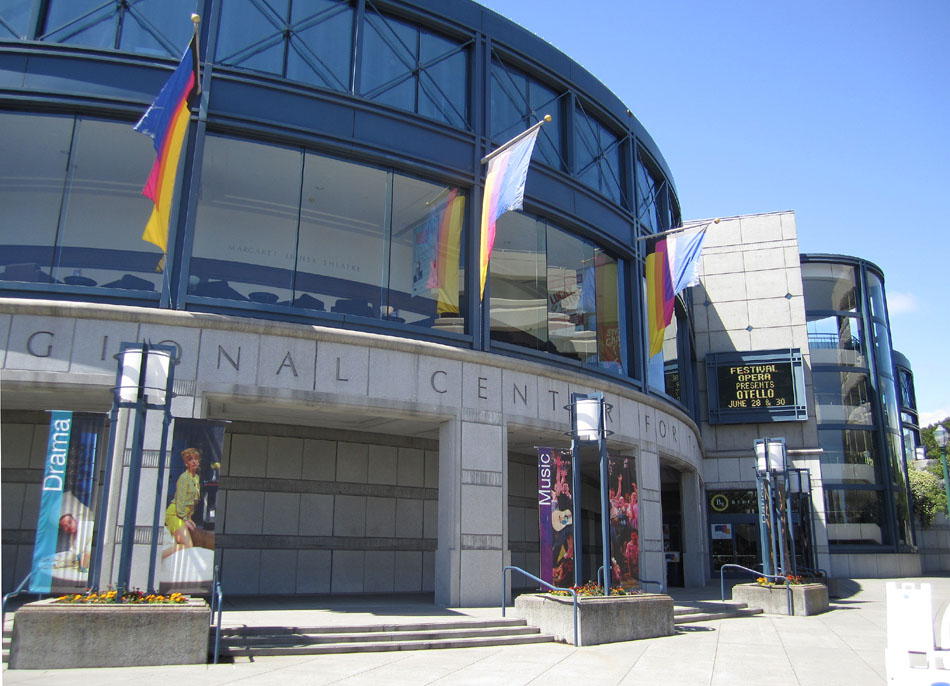
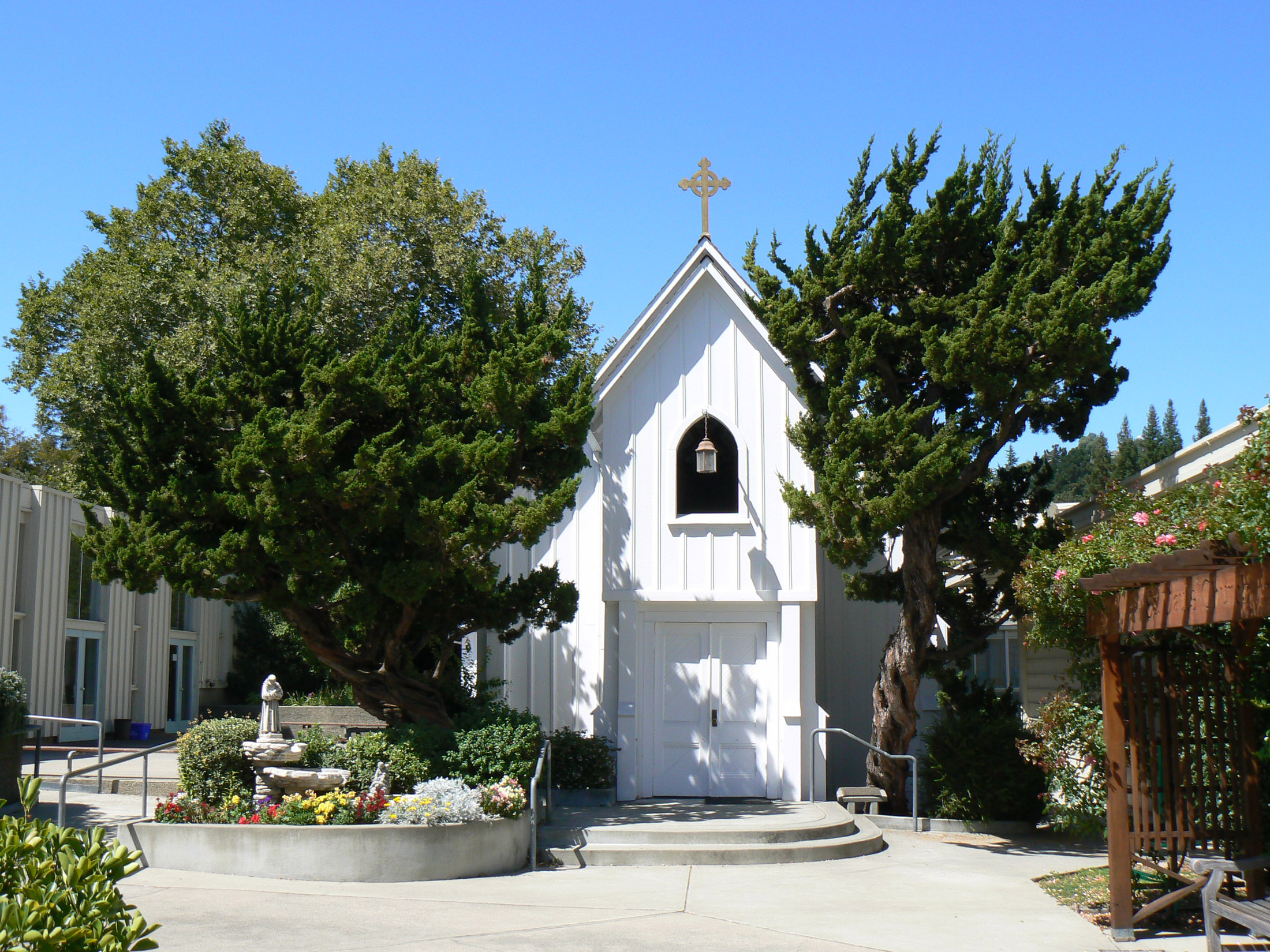
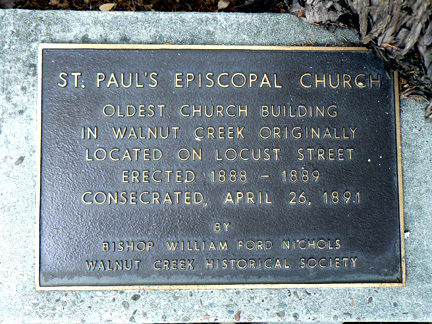
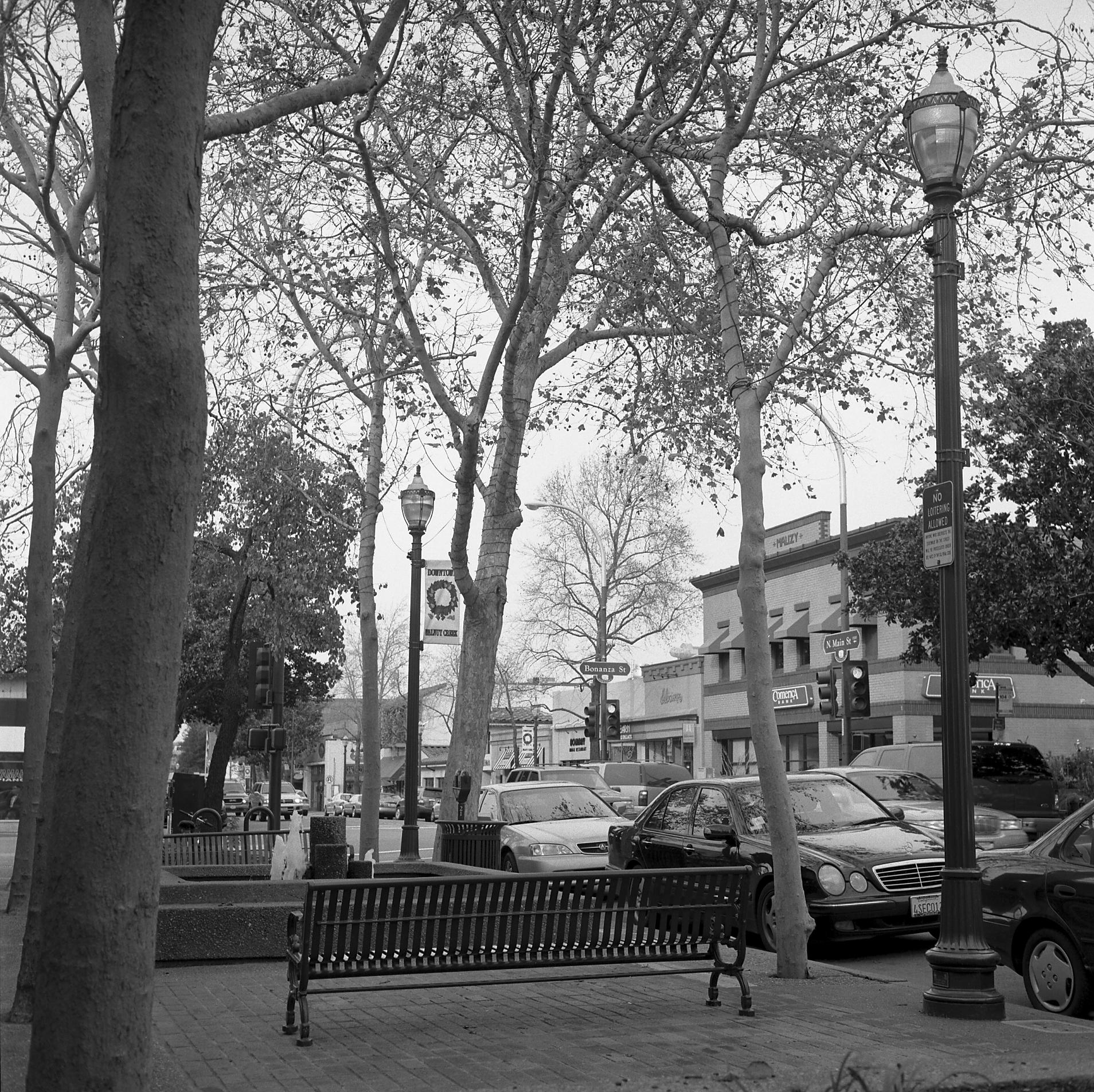
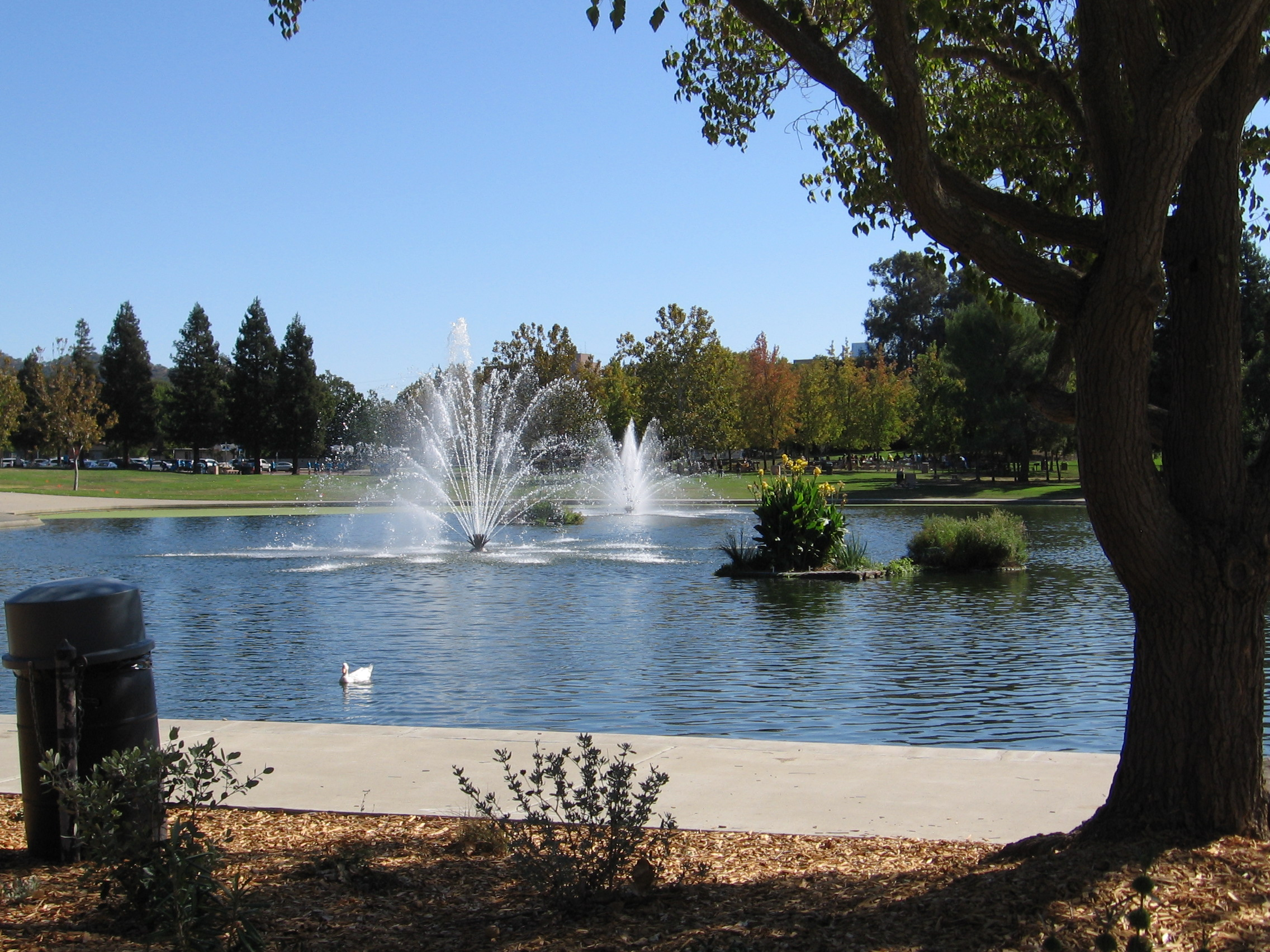
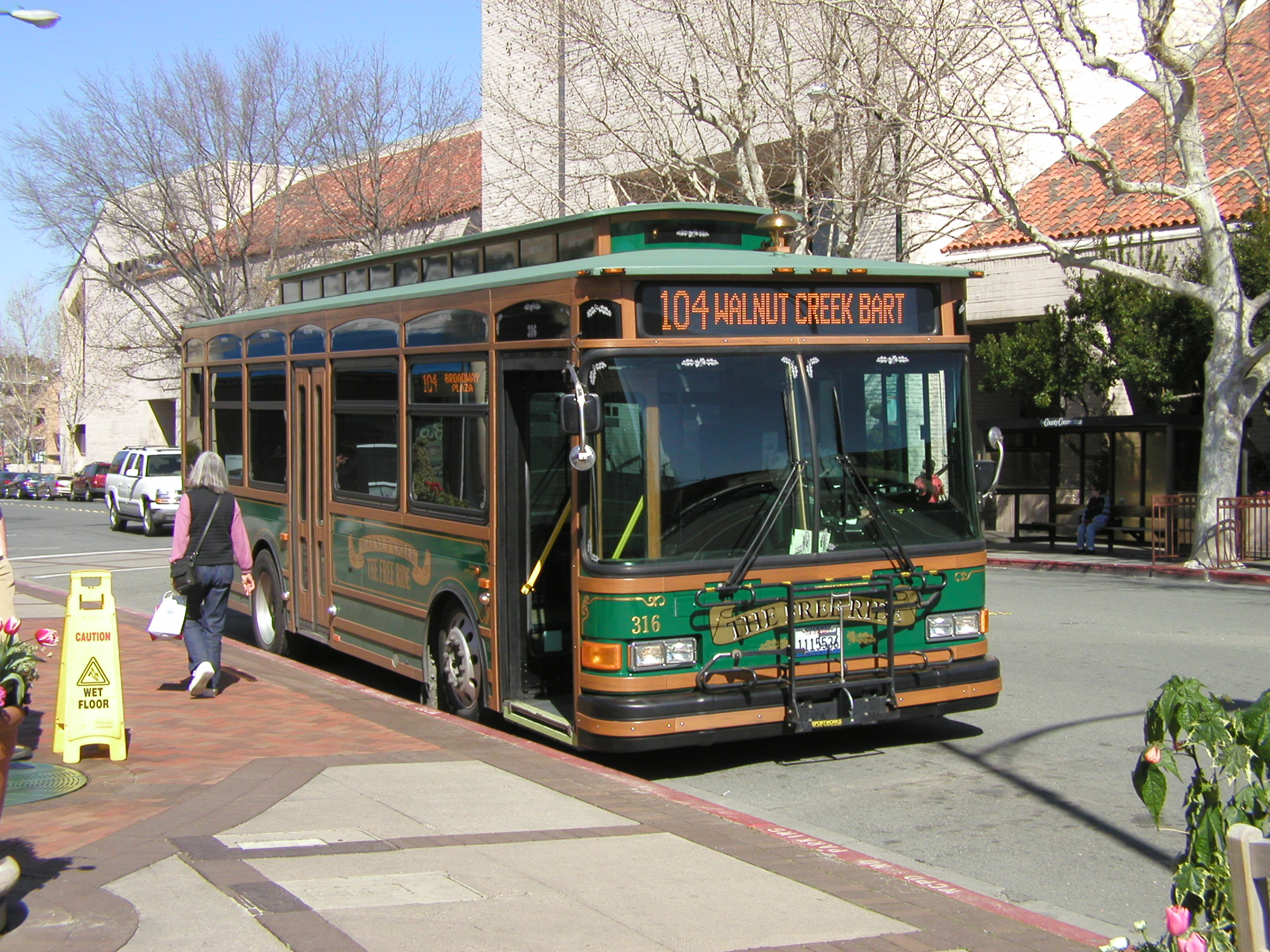

## Népesség
| 2010 | 64 173 |
| 2020 | 70 127 |